# 突撃!合戦スタジアム
『突撃!合戦スタジアム』（とつげき!かっせんスタジアム）はバンダイナムコゲームス、NHN Japan共同開発、ハンゲーム運営のオンラインゲーム。ジャンルについては公式では「戦国わらわら合戦アクションゲーム」となっていた。2009年7月22日稼働開始、2010年5月27日サービス終了。基本料金は無料のアイテム課金制。

## 概要
日本の戦国時代を題材とした作品で、武将を操作して相手の城を攻め落とすリアルタイム対戦シミュレーションゲーム。プレイヤーはお互いにカードとして登場する戦国武将を設定、マウスによる移動で相手武将ユニットと交戦したり本丸攻めを行い、先に相手の城のライフを0にするか相手を特定回数撤退させた方が勝利となる。

## カード
カードはファミスタオンライン同様、プレイによってたまる合戦ポイント（KP）を貯めてガラポンを回すか、課金してハンコインでルーレットを回すことで入手する（ファミスタオンラインのように専用の課金通貨は設定されていない）。

### 武将カード
歴史上の戦国武将がカード化されている。カード化の元となった年代に応じて関ヶ原期と川中島期の2種類の時期のカードがあり、その時期にすでに死去した人物もカード化されている。カードにも経験値が設定されており、合戦を行うことでレベルアップして能力が上昇する場合もある。重複したカードは経験値の獲得量が多くなる。
カードのレアリティはコモン・アンコモン・レア・プレミア・マイレージの5種類があり（同レアリティの同一武将のカードもある）、レアリティによっては技能（カードスキル）がつく場合もある。
カードのパラメータは以下のものがある。
- 攻撃：交戦時の攻撃力。
- 防御：交戦時の防御力。
- 知略：必殺技の威力。
- 石高：カードのコスト。大名レベルによって決められた石高以内でデッキを構成する必要がある。
- 必殺技：全カードに設定されている。ゲージがたまると発動できる。
- 兵種：足軽・騎馬兵・攻陣・弓兵の4種があり、足軽・騎馬兵・攻陣で3すくみの関係になっている。

### 装備カード
兜や鎧などの装備品。装着することでパラメータが上昇するが、コストである石高も上昇する。

### デッキ
デッキシステムはファミスタオンラインのそれに類似する。コスト制でコストの上限はプレイヤーのレベルである大名レベルによって設定されており、大名レベルが上昇すると制限石高が上昇し、より強いカードをデッキに組み込めるようになっている。
武将カードを8枚使ってデッキを構成する。最初の4枚は対戦開始時にセットされるカードで、HPが0になって撤退すると一定時間経過後に5枚目、6枚目…と予備のカードが出陣する仕組みになっている。